# ینس یوئل
ینس یوئل، (به انگلیسی: Jens Juel) متولد ۱۲ مه ۱۷۴۵ میلادی در شهر فونن در دانمارک و متوفی در تاریخ ۲۷ دسامبر ۱۸۰۲ میلادی، در سن ۵۷ سالگی در کپنهاگ، پایتخت دانمارک، یک نقاش هنری و اهل دانمارک بود.

## مختصری از سیر زندگی هنری ینس یوئل
ینس یورگنسن یوئل، پس از پایان یک دوره مقدماتی کارآموزی در هامبورگ، از سال ۱۷۶۵ تا ۱۷۷۱ میلادی در آکادمی هنرهای زیبای کپنهاگ تحصیل کرد. سپس برای ادامه تحصیل، به رم، پاریس و ژنو سفر کرد. در سال ۱۷۸۴ میلادی، ینس یوئل، به مقام استادی آکادمی هنرهای زیبای کپنهاگ رسید. وی در دوره، بین سالهای ۱۷۹۵ تا ۱۷۹۷ و ۱۷۹۹ تا ۱۸۰۱ میلادی مدیر و سرپرست این آکادمی بود.
ینس یوئل، از همان ابتدا حتی قبل از سفر به خارج، استعداد و مهارت خود را در نقاشی چهره نشان داده بود. وی در طول اقامت خود در ژنو چند نمونهٔ چهره و نمای تمام قد افراد، بر پس زمینه ای از مناظر طبیعی، طبق شیوهٔ انگلیسی را با موفقیت نقاشی کرده بود. به خصوص مهارت وی در نقاشی گروه و جمع افراد قابل ملاحظه بود. 
 از وی چندین تصویر نقاشی از شخصیت‌های شناخته شده، از جمله افراد مشهور نروژی باقی مانده‌است. ینس یوئل و آثار دقیق او الهام بخش بسیاری از هنرمندان نقاش از جمله یوهان کریستین دال، بنیانگذار نقاشی ملی نروژ بوده‌است.